# Radovan Pekár
Radovan Pekár (ur. 27 grudnia 1980 w Preszowie) – słowacki piłkarz ręczny grający na pozycji rozgrywającego. Jest wychowankiem klubu słowackiej Ekstraklasy HT Tatran Preszów. W europejskich rozgrywkach, w których zadebiutował w sezonie 2002/2003 występował w ramach Pucharu EHF, Pucharu Zdobywców Pucharów oraz Ligi Mistrzów.

## Reprezentacja
W barwach swojej reprezentacji wystąpił na Mistrzostwach Europy 2008 oraz Mistrzostwach Świata 2009, gdzie strzelił pierwszą w historii bramkę na mundialu dla reprezentacji Słowacji.